# Hemipenthes
Hemipenthes är ett släkte av tvåvingar. Hemipenthes ingår i familjen svävflugor.

## Bildgalleri

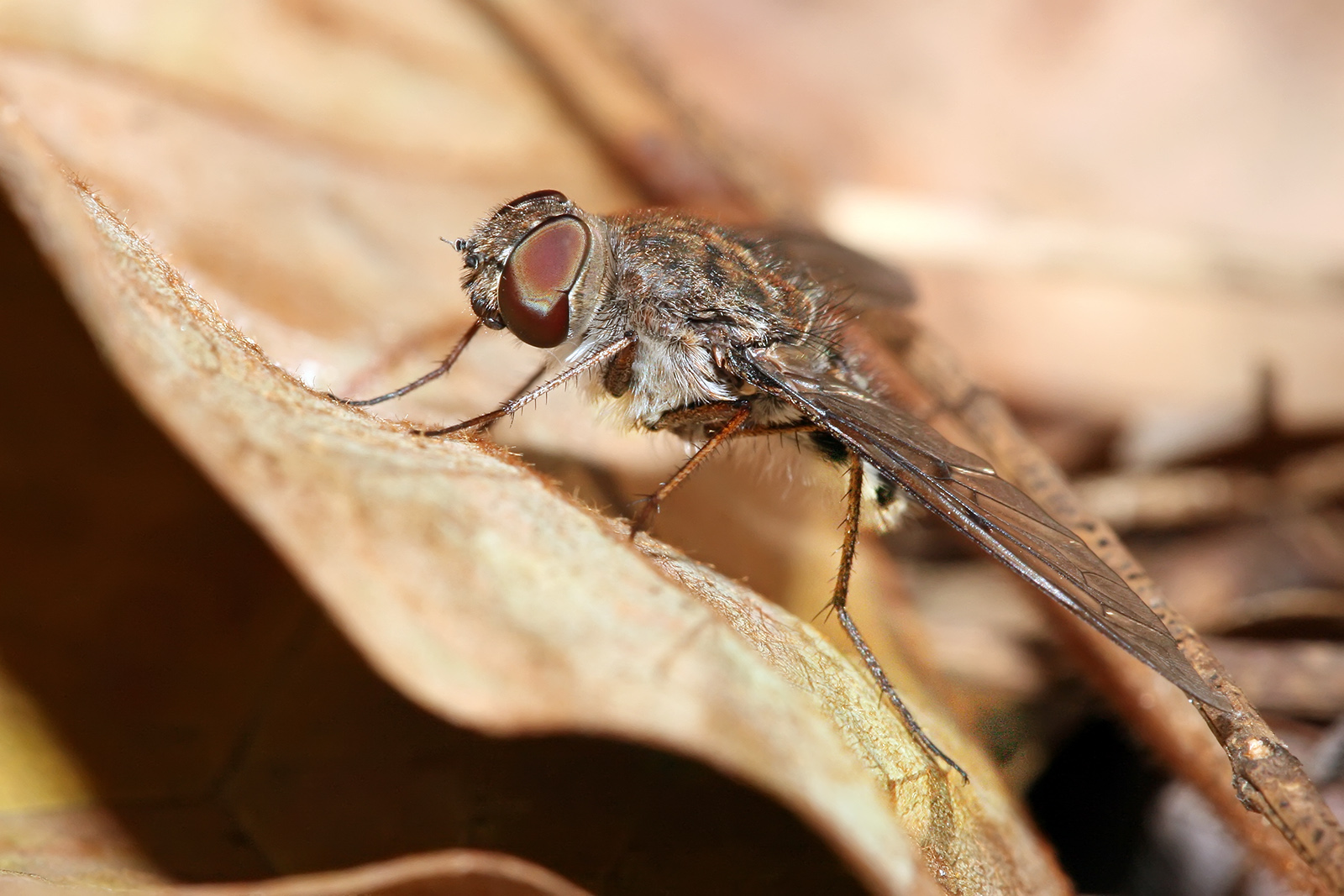
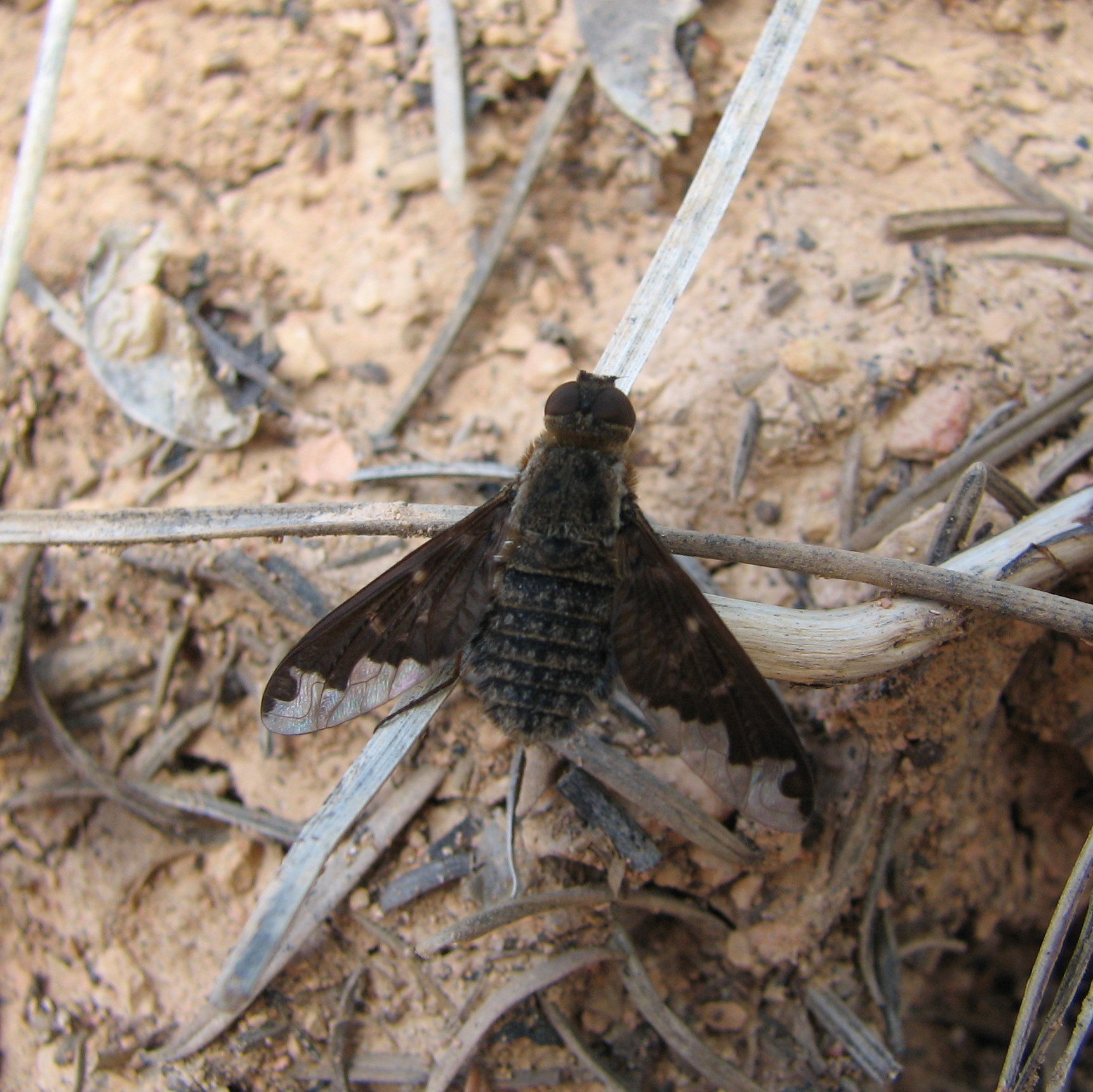

## Dottertaxa tillHemipenthes, i alfabetisk ordning[1][2]
- Hemipenthes apiculata
- Hemipenthes beijingensis
- Hemipenthes bigradatus
- Hemipenthes blanchardiana
- Hemipenthes castanipes
- Hemipenthes catulinus
- Hemipenthes caucasica
- Hemipenthes celer
- Hemipenthes celeris
- Hemipenthes cheni
- Hemipenthes chimaera
- Hemipenthes comanche
- Hemipenthes constituta
- Hemipenthes curtus
- Hemipenthes ditaenia
- Hemipenthes divisa
- Hemipenthes edwardsii
- Hemipenthes epilais
- Hemipenthes ethiops
- Hemipenthes eumenes
- Hemipenthes eversmanni
- Hemipenthes exoprosopoides
- Hemipenthes extensa
- Hemipenthes floridanus
- Hemipenthes galathea
- Hemipenthes gaudanicus
- Hemipenthes gayi
- Hemipenthes gentilis
- Hemipenthes gussakovskyi
- Hemipenthes hamifera
- Hemipenthes hebeiensis
- Hemipenthes ignea
- Hemipenthes incisivus
- Hemipenthes inops
- Hemipenthes jaennickeana
- Hemipenthes jezoensis
- Hemipenthes lepidotus
- Hemipenthes leucocephala
- Hemipenthes martinorum
- Hemipenthes maura
- Hemipenthes maurus
- Hemipenthes melaleuca
- Hemipenthes melana
- Hemipenthes melanus
- Hemipenthes mesasiatica
- Hemipenthes micromelas
- Hemipenthes minas
- Hemipenthes mischanensis
- Hemipenthes mobile
- Hemipenthes mongolicus
- Hemipenthes montanorum
- Hemipenthes morio
- Hemipenthes neimengguensis
- Hemipenthes ningxiaensis
- Hemipenthes nitidofasciatus
- Hemipenthes noscibilis
- Hemipenthes nudiuscula
- Hemipenthes pamirensis
- Hemipenthes panfilovi
- Hemipenthes pauper
- Hemipenthes pleuralis
- Hemipenthes praecisus
- Hemipenthes proferens
- Hemipenthes pullatus
- Hemipenthes referens
- Hemipenthes robusta
- Hemipenthes ruficollis
- Hemipenthes sagatus
- Hemipenthes scylla
- Hemipenthes seminiger
- Hemipenthes sichuanensis
- Hemipenthes sinuosus
- Hemipenthes splendida
- Hemipenthes subarcuata
- Hemipenthes subvelutina
- Hemipenthes tenuirostris
- Hemipenthes tusheticus
- Hemipenthes webberi
- Hemipenthes velutina
- Hemipenthes wilcoxi
- Hemipenthes villeneuvei
- Hemipenthes vockerothi
- Hemipenthes yunnanensis